# Crambe fruticosa
Crambe fruticosa é uma espécie de planta com flor pertencente à família Brassicaceae. 
A autoridade científica da espécie é L. f., tendo sido publicada em Supplementum Plantarum 299. 1781 (1782).

## Portugal
Trata-se de uma espécie presente no território português, nomeadamente os seguintes táxones infraespecíficos:
- Crambe fruticosa subsp. fruticosa - presente no Arquipélago da Madeira. Em termos de naturalidade é endémica da região atrás referida. Não se encontra protegida por legislação portuguesa ou da Comunidade Europeia.